# ACP-SH:acetat ligaza
ACP-SH:acetat ligaza (EC 6.2.1.35, HS-acil-nosilac protein:acetat ligaza, (acil-nosilac protein):acetat ligaza, MadH) je enzim sa sistematskim imenom acetat:(acil-nosilac-protein) ligaza (formira AMP). Ovaj enzim katalizuje sledeću hemijsku reakciju
ATP + acetat + an [acil-nosilac protein] {\displaystyle \rightleftharpoons } AMP + difosfat + acetil-[acil-nosilac protein]
Ovaj enzim, iy anaerobne bakterije Malonomonas rubra, je komponenta multienzimskog kompleksa EC 4.1.1.89, biotin-zavisne malonat dekarboksilaze.

## Literatura
- Nicholas C. Price; Lewis Stevens (1999). Fundamentals of Enzymology: The Cell and Molecular Biology of Catalytic Proteins (Third изд.). USA: Oxford University Press. ISBN 019850229X.
- Eric J. Toone (2006). Advances in Enzymology and Related Areas of Molecular Biology, Protein Evolution (Volume 75 изд.). Wiley-Interscience. ISBN 0471205036.
- Branden C; Tooze J. Introduction to Protein Structure. New York, NY: Garland Publishing. ISBN 0-8153-2305-0.
- Irwin H. Segel. Enzyme Kinetics: Behavior and Analysis of Rapid Equilibrium and Steady-State Enzyme Systems (Book 44 изд.). Wiley Classics Library. ISBN 0471303097.

## Spoljašnje veze
- ACP-SH:acetate+ligase на 